# Heriaesynaema flavipes
Heriaesynaema flavipes is een spinnensoort in de taxonomische indeling van de krabspinnen (Thomisidae).
Het dier behoort tot het geslacht Heriaesynaema. De wetenschappelijke naam van de soort werd voor het eerst geldig gepubliceerd in 1939 door Lodovico di Caporiacco.